# Arimatea
Arimatea era, secondo il vangelo di Luca (Lc 23,51), una città della Giudea, conosciuta per essere la città natale di Giuseppe di Arimatea. 

## Identificazione
Nella tradizione bizantina fu identificata con la Ramataim-Zofim citata in 1Sam 1,1 e con la toparchia samaritana di Ramataim, conquistata da Giuda Maccabeo (1 Mac 11,34). L'ubicazione della città è dibattuta. Secondo diversi studiosi, Arimatea si troverebbe circa 15 km a NE di Lidda, l'odierna Lidda in Israele. Sono quindi poco attendibili l'identificazione medievale con la città islamica di Ramla o con Rama di Beniamino, l'odierna Al-Ram. Arimatea è stata identificata anche con Al-Bireh o con l'odierna Rantis, situata a 20 km ad est di Tel Aviv; quest'ultima identificazione è ritenuta la più probabile.